# Bologaia, Mureș
Bologaia este un sat în comuna Pogăceaua din județul Mureș, Transilvania, România.